# Vorpommern-Rügen (district)
Districtul Vorpommern-Rügen este un district format în 2011 al statului federal german Mecklenburg-Pomerania de Vest. Include partea de nord a provinciei istorice Pomerania de Vest și o mică parte a Mecklenburgului la vest de râurile Recknitz și Trebel.
Reședință de district este orașul hanseatic Stralsund. Există filiale ale administrației districtuale în orașele Bergen auf Rügen, Grimmen, Ribnitz-Damgarten și Barth. Districtul este membru al Euroregiunii Pomerania.